# Koranen
Koranen (arabiska: القرآن, al-Qurʾān, "recitationen") är islams heliga skrift, även kallad al-Qurʾān ul-Karīm, "den ädla recitationen". Koranen består av profeten Muhammeds uppenbarelser och innehåller enligt islam Guds (Allahs) budskap, nedsänt till Muhammed genom ärkeängeln Jibril (Gabriel) under en period av 23 år från och med år 610. Inom islam betecknas Koranen även som "Sista testamentet", "Boken", "Guds bok" och "Uppenbarelsen". Koranen ses av muslimer som en bekräftelse av det som förkunnats av alla föregående profeter för världens alla folk.

## Språk och upplägg

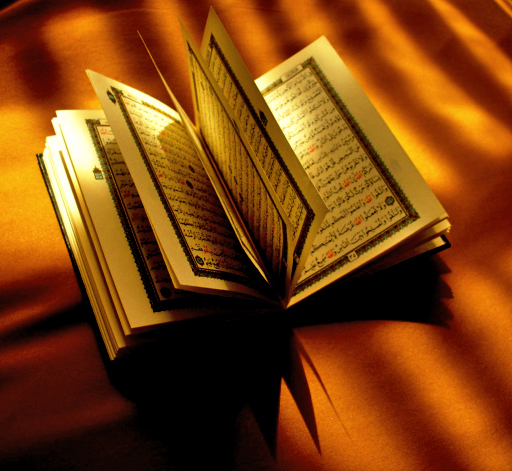
Ett öppnat exemplar av Koranen, islams heliga skrift.

Koranen är uppenbarad på arabiska (Koranen 20:113) och översättningar räknas inte som själva Koranen i sig, utan som tolkningar av dess mening och budskap. Koranen kan läsas med flera olika lässtilar (qira'at) baserade på olika dialekter. Koranen består av 114 suror (kapitel) och sammanställdes efter Muhammeds död så att de längsta surorna kommer först och de kortaste sist, med undantag för den korta första suran (al-Fatiha) som är en central bön inom islam.
De 114 surorna, som koranen är uppdelad i, kan även de delas upp i olika grupper. De två huvudgrupper som surorna delas upp i baseras på var Muhammed befann sig när de uppenbarades och skrevs ner.
De suror som skrevs ner någon gång mellan år 610-622 i Mekka, där Muhammed bodde och befann sig, placeras i Mekka-gruppen. Den andra huvudgruppen med suror skrevs efter att Muhammed blev bannlyst från Mekka och bosatte sig i Medina; därav är de Medina-suror. Denna uppdelning av surorna är inte entydig. Ett antal suror går inte med säkerhet att placera i någon av grupperna och kan bland annat beskrivas som övergångar mellan de båda grupperna. Det kan exempelvis därför även förekomma Mekka-suror bland Medina-surorna.
De suror som är skrivna under tiden Muhammed befann sig i Mekka är betydligt fler än de skrivna under Medina-perioden. Den enkla anledningen till det är att Muhammed endast tillbringade sina sista tio år i Medina, jämfört med den längre period han tillbringade i Mekka. Förutom dessa två grupperingar av surorna finns det ytterligare en indelning av de skrivna under Mekka-perioden. Av de grupperna, vilka är tre till antalet, saknar den första ett specifikt namn, men utgörs av många, generellt sett kortare, suror. De handlar mest om tidigare profeter, hur de levde och hur de var etc. Den andra gruppen kallas för medeltida Mekka-perioden och den sista gruppen var senare Mekka-perioden. Surorna i denna grupp har likheter med dem som skrevs i Medina och här kan man se en sorts sammansmältning av de båda stora huvudgrupperna.

### Muqatta'at

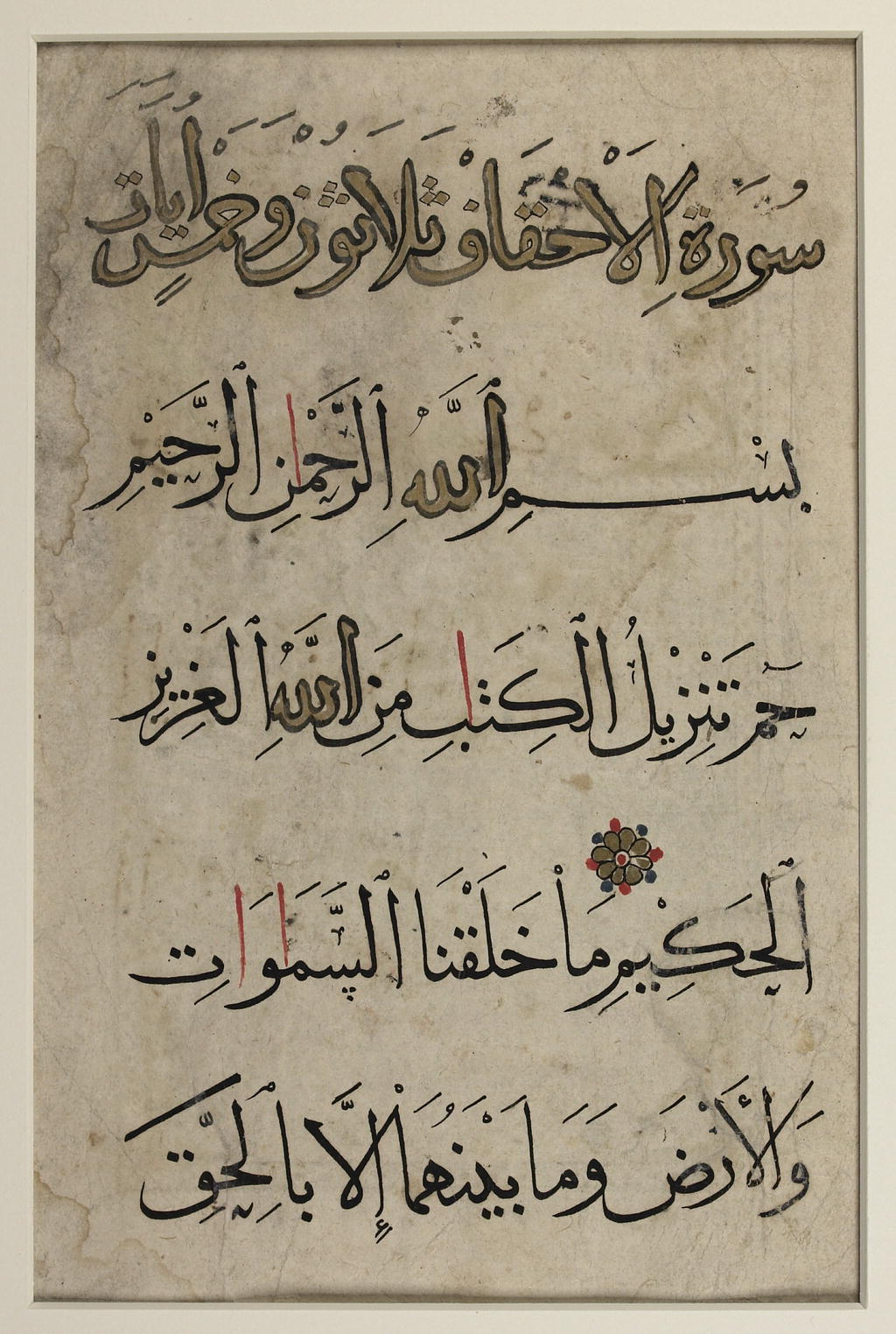
Bokstäverna ha-mim syns i början av en sura i Koranen.

Muqatta'at' är bokstavskombinationer som återfinns i början av vissa kapitel. De är fjorton till antalet och står antingen ensamma eller i kombinationer av två, tre, fyra eller fem bokstäver. De fjorton bokstäverna är: أ   ح   ر   س   ص   ط   ع   ق   ك   ل   م   ن   ه   ي . Vad de symboliserar har lärda spekulerat om under lång tid. Teorierna har varit många: initialer för de skrivare Profeten Muhammed använde för sina diktamen, förkortningar av vissa ord, hemliga profetior. Profeten läste bokstäverna som att de var en del av suran de tillhörde; inga uppgifter finns nedtecknade om att han berörde ämnet eller att några av hans följeslagare någonsin frågade om bokstäverna. Lärda män, däribland Al-Mubarrad, Ibn Hazm och flera andra drog slutsatsen att "muqatta'at har till syfte att belysa den koraniska uppenbarelsens karaktär av unikt och oförlikligt fenomen, som trots att den har sitt upphov i en värld dit mänskliga förnimmelseförmågan inte når." Den vanligaste slutsatsen bland muslimer är att problemet överstiger den mänskliga tankeförmågan, och att bokstävernas betydelse säkert kommer avslöjas med tiden.

## Innehåll och budskap

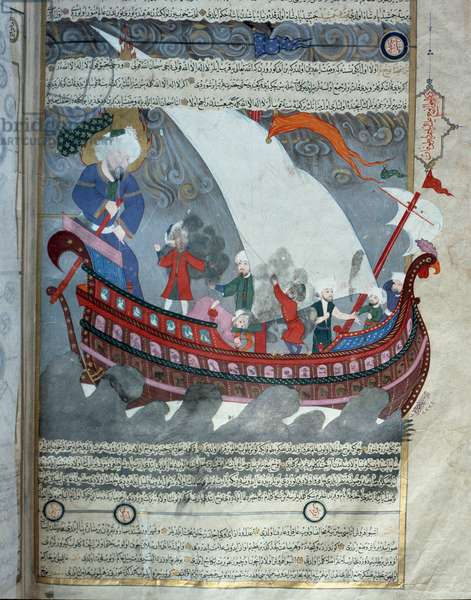
Noahs Ark, Zübdetü't-Tevarih. Gilgamesheposet omtolkas i Torah och Koranen

Den viktigaste läropunkten i Koranen är strikt monoteism. Polyteismen angrips häftigt och inte heller den kristna treenighetsläran eller katolikers och ortodoxas åkallelse av Maria, Jesu moder, godkänns som monoteistisk. Gud i den arabspråkiga Koranen är Allah, vilket ofta räknas som en översättning av det i västerländska språk allmängiltiga ordet "Gud", såsom beteckning på en enda gud. Särskilt i vissa kristna kretsar förekommer ibland uppfattningen att Allah också är det namn som månguden bar i den äldre polyteistiska arabiska religionen. Denna teori återstår dock att bevisas, då namnet på månguden i semitiska språk är Sin. Dessutom uppmanas muslimer i Koranen (41:37) att inte dyrka solen eller månen, utan deras skapare. Allah är herren och människan är hans tjänare. Allah är allhärskande, allvetande, men han är också barmhärtig, förbarmande och förlåtande. Allah har skapat världen, vilket bör leda människan till förundran och tacksamhet. Vid domens dag som ska föregås av naturkatastrofer, ska alla döda uppstå och dömas av Gud. De goda får komma till paradiset och de onda till helvetets eld.
Liksom i den judeokristna dekalogen är förbudet mot andra gudar det viktigaste i Koranen.

### Polyteism
- "Sannerligen förlåter inte Gud att man sätter medgudar vid Hans sida, men han förlåter allt förutom det till den Han vill" (4:48)
- "Och dyrka Gud och sätt ingenting vid hans sida" (4:36)

De som har satt upp andra vid hans sida och således förnekat Koranens budskap eller Gud, kommer att befinna sig i helvetet för alltid, medan de syndfulla muslimerna endast kommer att vistas där i en begränsad tid.

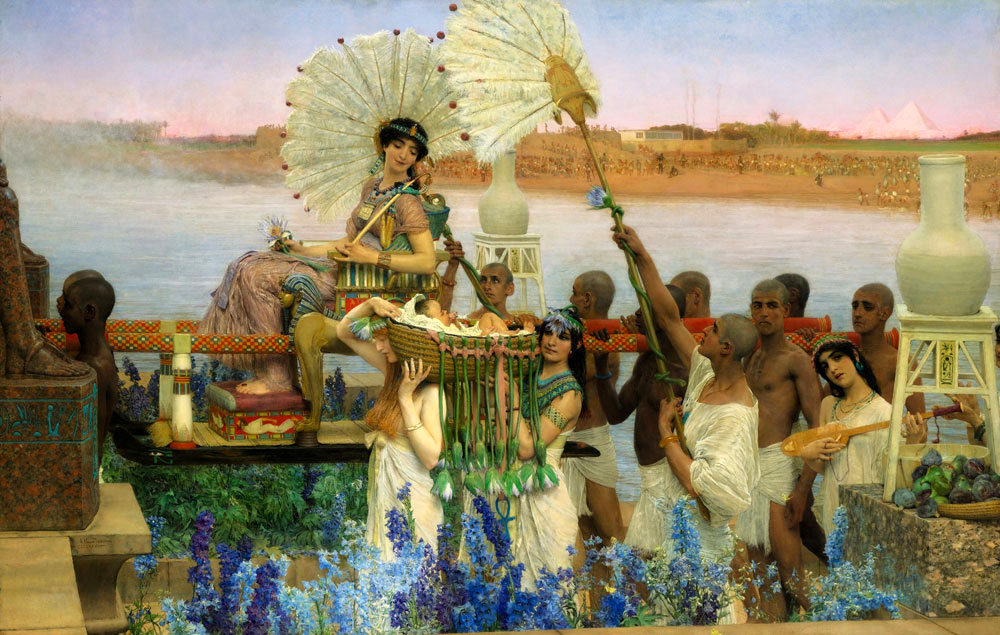
Upphittandet av Moses i Nilen.
Målning av Alma-Tadema. (Koranen 28:7-9/Andra Moseboken 2:5-6).

### Universums skapelse
Även livets, jordens och universums skapelse och utveckling skildras i Koranen:
- "Han är också den, som har skapat natten och dagen, solen och månen, så att båda vandra sin egen bana" (kretslopp) (21:33)

- "Vi hava byggt världsalltet och det en fast struktur, och förvisso är det vi som utvidga den" (51:47)

- "Inse de inte, de som vilja förneka sanningen, att himlarna och jorden (en gång) utgjorde en enda sammanhållen massa och att vi skilde dem åt? Och de veta inte att vi låtit allt liv uppstå av vatten? Hava de då ingen tro?" (21:30)

- "Och Gud har skapat alla levande varelser av vatten, bland dem finnas de som krälar på buk, de som gå på två ben och de som gå på fyra. Gud skapar vad han vill - Gud har allt i sin makt" (24:45)

Se även: Islamisk kreationism.

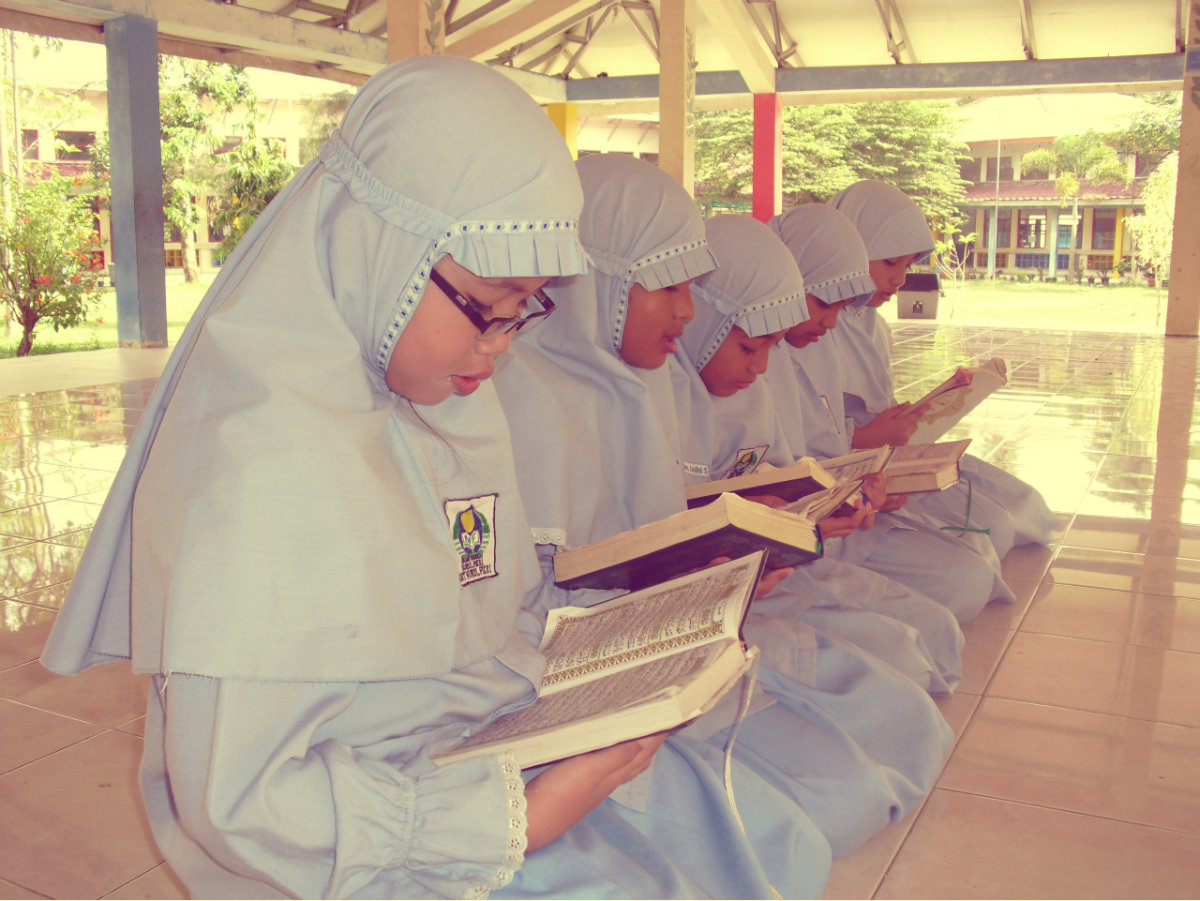
Grundskoleelever som reciterar Koranen i skolan i Indonesien.

Huvudbudskapet till människorna är att de ska ge sig hän i total underkastelse, islam, åt Gud. Tron är viktig och innebär bland annat att man håller Koranen för sann. De moraliska kraven uttrycks ofta i allmänna ordalag om att göra gott och vara rättskaffens. I Koranen finner man förutom de regler som ska gälla för islam som religion även hur man ska leva som muslim. Här finns konkreta krav som att tala sanning, vara försonlig, förlåta och ge allmosor. Andra krav är till exempel förbud mot att man dricker alkoholhaltiga drycker, äter fläsk- och griskött samt spelar hasardspel. I Koranen finns dessutom regler beträffande juridiska och ekonomiska frågor som till exempel förbud mot lån mot ränta.
Koranen är grundval för sharia, den religiösa lagen inom Islam, som beskriver hur muslimska samhällen bör formas i enlighet med islams principer. Koranen är även en bok som man läser, reciterar och begrundar för andaktens och den personliga upplevelsens skull.

## Muhammed och Jesus (Isa) i Koranen

### Muhammed
Muhammed betecknas i Koranen som den siste i en lång rad med profeter som Gud har sänt till människorna. Tidigare profeter återfinns i kristna och judars heliga skrifter. Därför anses profeter som även accepteras av judar och kristna ha mottagit uppenbarelser, dock har skrifterna där uppenbarelsen nedtecknats antingen försvunnit eller blivit förvanskade, enligt muslimerna, medan den senaste uppenbarelsen, Koranen, bevarats i sin helhet. Själv gör Muhammed inte anspråk på att ha några övernaturliga krafter samtidigt som muslimer tror att Muhammed även utförde mirakel, såsom att hela skadade människor. Däremot betonas det i Koranen att det endast är med Guds hjälp och tillåtelse som dessa, och andra profeters, mirakel kunde utföras. Muhammed varnade muslimerna från att vörda honom för mycket och uppmanade dem att istället fokusera på Gud. Detta överensstämmer med att hans mål uppges endast vara att lära människorna att komma närmare Gud. Koranen anses vara det underverk som ska övertyga icke-muslimer att acceptera islam.

### Jesus

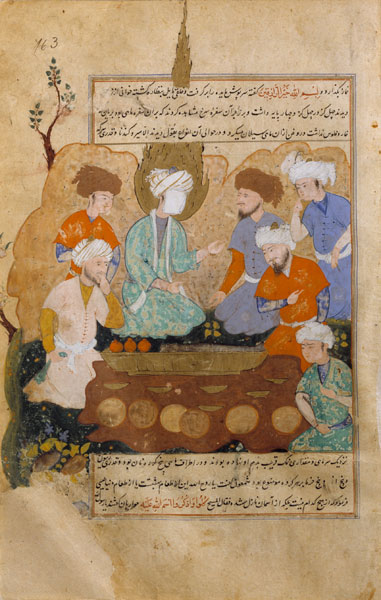
Isa (Jesus) tar ner himmelsk mat åt sina lärjungar (Koranen 5:111–115).

I muslimsk tradition går Jesus under namnet Isa. Jesus är den enda personen i Koranen som benämns som helt syndfri, något som inte ens Muhammed kallas. Detta ställer vissa frågetecken om huruvida Jesus från början bara var en profet enligt islam eller om det ligger någon mer innebörd i detta som kan spåras till kristendomen. Islam erkänner även den bibliska jungfrufödelsen och att Jesus var en stor profet, jämställd med Muhammed (alla profeter likställs inom islam, dock anses Muhammed vara den sista och därför den viktigaste). I Koranen finns berättelser från evangelierna medtagna i något annorlunda form och ibland med tillägg. Islam avvisar tanken att Jesus skulle vara Gud och anser att han aldrig dog en ställföreträdande död på korset, utan fördes upp av Gud till himmelen. Därifrån väntas han återkomma för att besegra Antikrist på den Yttersta dagen.
Enligt islam var Jesus en mänsklig profet, precis som Muhammed, som sändes till människorna för att informera dem om Gud och hur man kommer närmare Gud, genom evangeliet (injil) och sitt exempel (sunnah). Muslimer tror på att Jesus återupplivade döda, helade blinda och så vidare, men att detta skedde med Guds tillåtelse och hjälp och inte av Jesus egen kraft. Dock hade Jesus ställning över tid kommit att upphöjas och överdrivas genom att man ansåg honom vara en del av en treenig Gud. Muhammed sändes för att tillrättaställa denna övertolkning. Muhammed betonar därför starkt att muslimerna ska undvika att upprepa detta misstag i sin vördnad av honom själv och istället säga "ashadu anna muhammadan 'abduhu wa rasuluh" (jag vittnar om att Muhammed är Guds tjänare och profet), det vill säga shahadah.
Sammanfattningsvis så är det ett krav för muslimer att tro på Jesus som Guds profet, men man betonar att Jesus inte var gudomlig, utan att denna uppfattning var en efterhandskonstruktion som tillskrevs honom.

## Ursprung

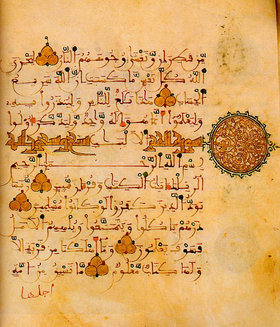
Andalusiskt koranmanuskript

Enligt muslimsk tradition blev varje nedsänd uppenbarelse dokumenterad genom att den utan dröjsmål skrevs ned eller memorerades av muslimerna själva så att budskapet ej kunde förvanskas. De dokumenterade uppenbarelser som formade Koranen under Muhammeds tillsyn sammanställdes sedan i bokform under den första kalifen Abu Bakrs tid. Andra samlade också ihop Muhammeds uppenbarelser och sammanställde dem till olika kodexar. Dessa har gått förlorade men vi känner till många avvikande läsarter från dessa som citerats i annan litteratur. Det rör sig inte enbart om dialektala variationer som det ofta hävdas från muslimskt håll, utan om olika innebörd.
Eftersom det förekom fyra olika versioner av texter sammanställde den tredje kalifen Uthman under 650-talet en enhetlig version som alla måste acceptera och denna blev småningom allenarådande.
Eftersom det inte finns någon textkritisk utgåva av Koranen har det varit svårt att fastställa den ursprungliga texten. En sådan arbetar man på inom projektet Corpus Coranicum. Christoph Luxenberg är en anonym forskare som anser att Koranen delvis går tillbaka på syriska förlagor. Medan likheter med kristna föreställningar är okontroversiella, både för religionsforskare och troende muslimer, avfärdas tesen om Koranen som ett slags "plagiat" av samtida kristna texter av de absolut flesta forskare. Det är däremot en idé som länge varit populär inom kristen apologetik. Koranen skrevs tidigast på arabiska med konsonantskrift.
De äldsta kända korantexterna är några inskriptioner på Klippmoskén i Jerusalem från 691. År 1972 gjordes i Jemen ett fynd av ett stort antal gamla handskrifter. De äldsta beräknas vara från islams första århundrade. Andrew Rippin vid University of Calgary säger om dessa fynd: “Deras olika läsarter och versordning är alla mycket betydelsefulla. Alla håller med om det. Dessa manuskript säger att korantextens tidiga historia i mycket högre grad är en öppen fråga än vad många har misstänkt: texten var mindre stabil och hade därför mindre auktoritet.” Men Carl Ernst säger: "[they] do not appear to have any startling or major changes but belong to the class of minor textual variations that have been known for centuries."

## Koranen och genus
Språkbruket i Koranen är enligt en modern feministisk tolkning till stora delar androcentriskt, det vill säga den riktar sig i första hand till män. Tydligast visas detta i de delar som handlar om giftermål och sexualitet. "Nattetid under fastan är det tillåtet för er att komma nära era hustrur. De är en klädnad för er och ni är en klädnad för dem.” (2:187) samt "Era hustrur är för er [som] en åker; beträd därför er åker, när och som ni önskar …" (2:223).
Förutom att Koranen i sitt språk främst riktar sig till män kan det vara svårt att avgöra om budskapet är riktat till alla muslimer oavsett kön eller om vissa avsnitt bara gäller män eller kvinnor. Det arabiska språket har, i likhet med så många andra språk, könade substantiv, vilket kan medföra svårigheter att avgöra vilka avsnitt i Koranen som är genusspecifika och vilka som är genusneutrala. Ett exempel på bruket av könade substantiv är att en muslimsk man betecknas som muslim, medan en muslimsk kvinna betecknas muslima(h). En grupp av kvinnor benämns som muslimat och en grupp män benämns som muslimun (muslimin). Problemet uppstår då en grupp bestående av både män och kvinnor benämns som muslimun, samma beteckning som för gruppen män. När ordet muslimun står i texten, bör man inte anta att det bara gäller män, utan oftast riktar sig texten till alla muslimer oavsett kön.[källa behövs] Många som vill visa att män och kvinnor är lika inför Gud brukar använda sig av vers 33:35 som i första meningen tydligt visar att detta gäller för både män och kvinnor, ”Muslim men (muslimin) and Muslim women (muslimat)” () eller som Muhammed Knut Bernströms översättning och tolkning av samma sura:
”För de män och de kvinnor som har underkastat sig Guds vilja, de troende män och de troende kvinnorna (...) de män och de kvinnor som alltid har Gud i tankarna – [för dem alla] har Gud i beredskap förlåtelse för deras synder och en rik belöning.”

## Hantering
Vördnaden för Koranen är stor hos muslimer, även för det enskilda bokexemplaret som inte får behandlas respektlöst.
Att bränna en koran, oavsett om det görs av en troende muslim eller av någon annan, ses av vissa muslimer som kontroversiellt.
Enligt vissa imamer är det okontroversiellt att bränna koraner. Dels för att muslimer själva eldar upp uttjänta koraner som ett respektfullt sätt att göra sig av med den och som ett alternativ till att slänga den bland sopor och skräp, dels för att det bara är tryck på papper och att budskapet i boken inte försvinner för att någon som inte tycker om den gör sig av med den.

## Svenska översättningar

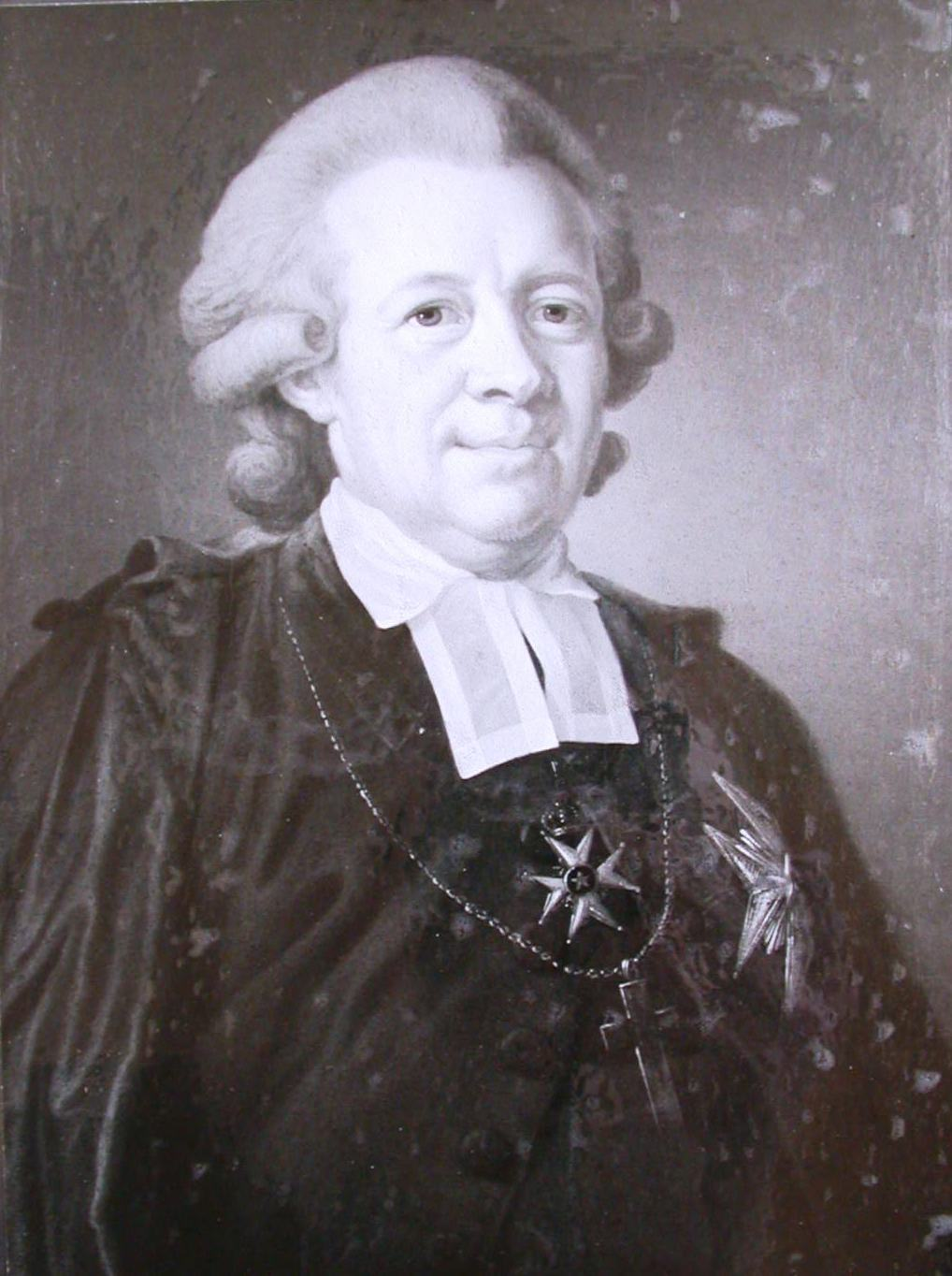
Johan Adam Tingstadius.

Flera svenska översättningar av Koranen har gjorts av svenska orientalister. Den första kända svenska översättningen gjordes av biskop Johan Adam Tingstadius (1748–1827), men denna tolkning kom aldrig i tryck. Den första fullständiga publicerade översättningen till svenska gjordes av Johan Fredrik Sebastian Crusenstolpe (1801–1882) och utgavs 1843. Därefter följde 1873–1874 en översättning av Carl Johan Tornberg (1807–1877) och 1917 utkom K. V. Zetterstéens (1866–1953) översättning som länge var den mest spridda svenska tolkningen. År 1961 utgavs Åke Ohlmarks översättning av Koranen som dock endast var ett urval ur Koranen utan att ange versnummer.
En nyöversättning av Koranen med kommentarer finns utgiven under namnet Koranens budskap av före detta diplomaten Muhammed Knut Bernström, 1998 följd av en andra reviderad upplaga år 2000. Denna tolkning till svenska särskiljer sig genom att ha erhållit officiellt godkännande från det anrika al-Azhar-universitetets islamiska institution för forskning, författarskap och översättningar. Bernström har vid sidan av tolkningen den arabiska originalskriften, varje suras förhistoria, samt omfattande kommentarer av Muhammad Asad (1900–1992) och av Bernström själv.
Ytterligare en översättning till svenska är gjord av Dr Qanita Sadiqa under titeln "Den heliga qur'anen". Varje sida i denna utgåva är indelad i två spalter och har texten på svenska i vänsterspalten och på arabiska i högerspalten. Denna är utgiven under beskydd av Mirza Tahir Ahmad, överhuvud för Ahmadiyya-rörelsen. Den nuvarande upplagan är tryckt år 2018. 
Översättningar av Koranen från arabiskan, det språk som den koraniska uppenbarelsen förmedlades på, anses inom islam dock inte äga samma sakrala karaktär och är därför inte giltiga som bönespråk eller för andra rituella ändamål. Arabiskan är med andra ord sakralt språk inom islam. Denna ställning för det arabiska språket inom islam kan jämföras med hebreiskan inom judendomen, avestiskan inom zoroastrismen, sanskrit inom hinduism. Latinet som tidigare användes inom romersk-katolska kyrkan var däremot ett liturgiskt språk och därför inte helt jämförbart med de sakrala språk som fått sin ställning direkt genom respektive traditions heliga skrift.

### Koranens budskap på Internet
Ett stort publiceringsprojekt, Koranens budskap på Internet, lanserades i slutet av augusti 2008 (lagom till början av ramadan 1429 A.H.) som en motsvarighet till bibeln.se. Alla 114 suror från Muhammed Knut Bernströms auktoriserade översättning från år 2000 finns med, dock inte kommentarerna och informationen om varje suras förhistoria. Varje vers är, vid sidan om den svenska och arabiska texten, också försedd med recitationer (läsning med melodi och tajweed) i form av ljudfiler på arabiska av den kände koranrecitatören Ali al-Huthaifi. Rättigheterna till Internetpublicering köptes av hemsidan IslamGuiden genom ett avtal med Proprius förlag den 15 december 2006. Rättigheterna och publiceringen beräknades kosta cirka 500.000 kr. Utgivarna framhåller att de ekonomiska bidrag som insamlades till projektet nästan uteslutande kommer från muslimer i Sverige.

## Fotnoter